# Club Sportivo Bella Vista
El Club Sportivo Bella Vista es un club deportivo de la ciudad de Bella Vista, Tucumán, Argentina. Fue fundado el 3 de noviembre de 1925 por obreros y empleados del ingenio Bella Vista.

## Historia
Uno de sus principales sostenedores fue don Manuel García Fernández a la par de grandes emprendedores como don Alfredo Guzmán. Después continuaron sus hijos y le llegaría el turno a Arturo Álvarez que le daría una jerarquiza en un plano provincial y nacional.[cita requerida]
El rojo y blanco característicos de su camiseta tiene 2 versiones de porqué se eligió esos colores: el fanatismo de Manuel García Fernández por la Unión Cívica Radical y su admiración por San Martín de Tucumán que desde su nacimiento despertó un ferviente fanatismo, lo que le fue concediendo el mote del club más popular de la provincia.

### Comienzos
El Club Sportivo Bella Vista comenzó deportivamente a disputar partidos de carácter amistosos desde 1925–1930. Para el año 1930 entró en la liga departamental de famailla, para luego en 1932 pasar a la asociación cultural de fútbol donde fue unos de los principales animadores, para 1933 consiguió su primero de muchos campeonatos anuales, También fue campeón anual de la Asociación Cultural en 1933, 1935, 1936, 1938, 1939, 1940, 1941 y 1943. En este último año se clasificó para disputar la Copa de la República y fue eliminado en tercera ronda por el Club Atlético San Martín (Tucumán) por 7 a 2. Logró imponer su jerarquía en el orden provincial como así también el interprovincial, por medio de los grandes jugadores que pasaron por la institución. Algunos de estos jugadores que integraron al equipo fueron figuras de gran renombre como Eduardo Leoncio (insider izquierdo) que en 1937 fue nominado por la Asociación Cultural como el más destacado jugador de fútbol de ese año y fue vendido a Atlético Tucumán; Juan Botasso, (arquero) de nivel internacional, Giudice, Marvezy, Molinolo, Bellomo, Cazuza, Pereyra, Medina, Marcaida, Medrano, Miranda, Conidares, Burlé, Ballesteros, Campero, Arsenio López, Roberto Espeche, Simón Olmos, Busnelli, Zeidán, desempeñándose como preparador físico Pedro Soria y muchos otros.
Plantel 2022
Defensores: Cabrera Carlos Nahuel: Inferiores, Salazar Carlos Alberto ex Alte. Brown (Lules), Volantes: Maximiliano Paz y Andrés Gerardo Graneros: Inferiores, Sotomayor Agustín ex Amalia Delanteros: Herrera Nicolás Victor: Andino (L.R.), González Andres, Navarro Franco (Perú) ex Independiente, Brizuela Álvaro Gabriel: ex Concepción FC, Emanuel Matias Barboza ex Rivadavia (Lincoln) 
Bajas
Augusto Berrondo a Central Norte (S)
Torneo Regional Amateur 2021/22: perdió la final de zona Norte con Juventud Antoniana.

## Popularidad
Se consagró varias veces campeón en la Liga Cultural de Tucumán.
En su estadio jugaron clubes nacionales como Estudiantes LP (1938), Newell’s Old Boys (1939), Lanús (1940), Boca Juniors  (1935) y Racing Club de Avellaneda (1947) ante cinco mil personas.
En 1942, fue el primer equipo del interior de Tucumán que jugó en Rosario de Santa Fe tres partidos contra Club Rosario Central inaugurando la temporada nocturna y en Buenos Aires contra Club Atlético Lanús. Dos de los presidentes de la Asociación Cultural provinieron del Club Sportivo Bella Vista: el ingeniero Manuel Andrade (1934-1935) y el doctor Ramón Bustos(1950-1952).
En 1941 disputó la copa “Dr. Arturo R. Álvarez” con el Club Atlético San Martín al que venció por cinco goles a uno. En esos años fue conocido como “Los millonarios del sur”.

## Estadio
El estadio fue construido en 1932, con cancha de fútbol, básquetbol, vestuarios, cantinas y vivienda para el encargado.
para ese entonces el propietario de ingenio Bella Vista don Manuel García Fernández, mandó a traer cantidades de palmeras de la provincia de Misiones, que poblaron el camino al estadio y a sus alrededores del campo del juego, de ahí el nombre "Estadio de las Palmeras".
El estadio cuenta con la capacidad de 10.000 personas, Cuenta con tribunas populares (Local y Visitante), dos plateas(local y visitante) una cancha de basquetbol, asadores, un centro de actividades con escenario propio. además de ser unos de los estadios más bonitos de Tucumán.

### Liga Tucumana de Fútbol 2013
En 2013 se consagró 2° tras perder la final contra el Club Almirante Brown de la ciudad de Lules en el estadio de la Ciudadela y obteniendo un lugar para el Torneo del Interior 2014

### campeonato b nacional
Volvió a jugar un torneo b nacional luego de 22 años. Su última actuación fue entre el 1992-1993 cuando disputó el Torneo del Interior de AFA junto a equipos de la talla de Juventud Antoniana de salta y Gimnasia y Tiro de Salta. Quedándose afuera en la semifinal frente al Club Juventud Antoniana
En el Torneo del Interior 2014 el Club Sportivo Bella Vista se consagró campeón en su estadio el 26 de abril de 2014, venciendo al club de Jujuy Asociación de Tiros y deportes Río Grande por 3 - 1 y logrando su plaza para el Torneo Federal B

### HistoriaTorneo Federal B 2014
En este campeonato terminó en 7° lugar